# Långstjärtad koel
Långstjärtad koel (Urodynamis taitensis) är en fågel i familjen gökar inom ordningen gökfåglar som häckar på Nya Zeeland. Den är en av Södra halvklotets få flyttfåglar som rör sig norrut efter häckningen med fynd så långt bort som i Japan.

## Kännetecken

### Utseende
Långstjärtad koel är en stor (40 cm) och kraftig gök med tydligt ögonbrynsstreck samt lång och bred stjärt. Ovansidan är rostbandat brun, undersidan beige med längsgående mörkbruna streck. Den gulbruna näbben är kraftig och nerböjd.

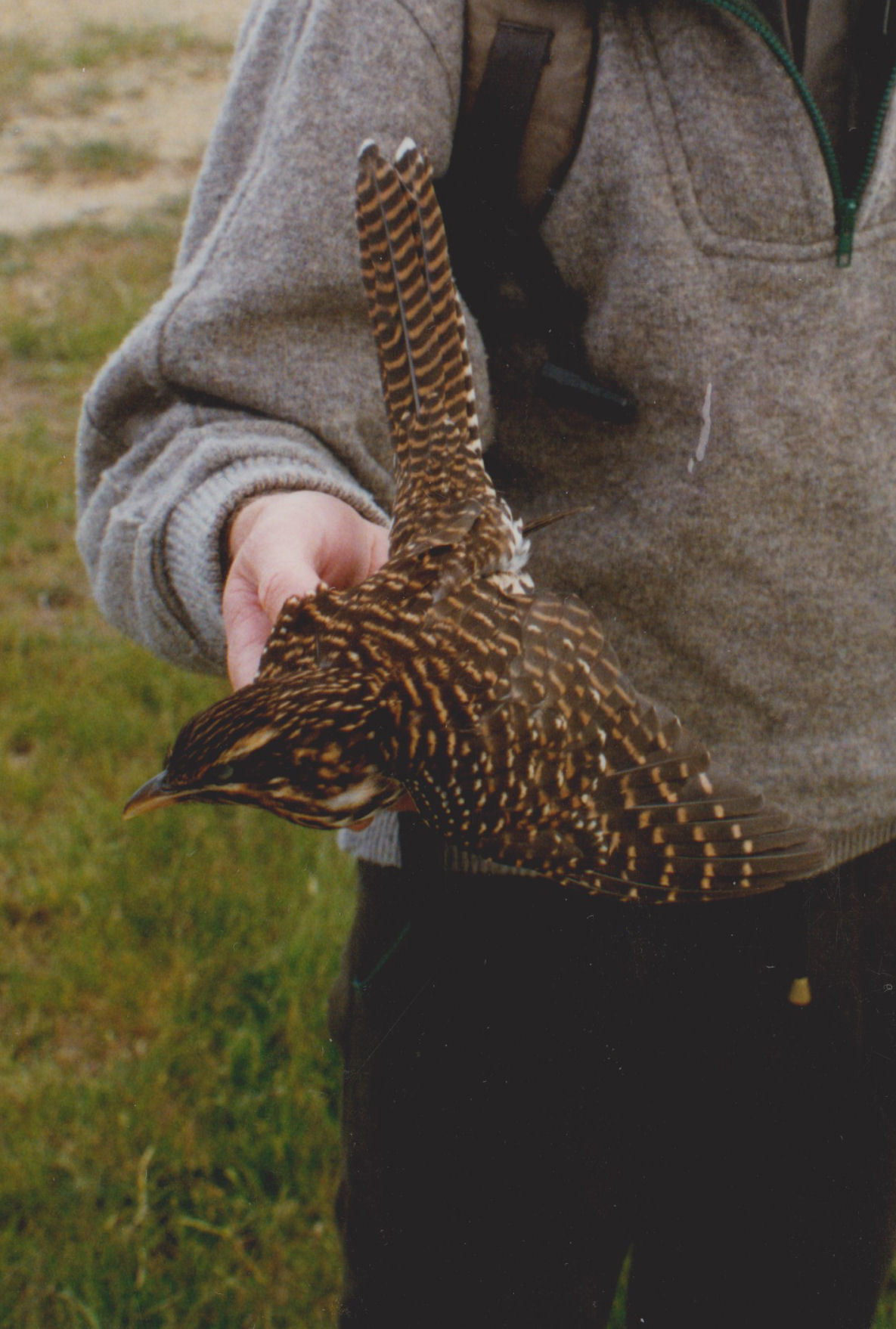

### Läten
Spellätet är ett visslat "ouit-ouit". Bland övriga läten hörs ett genomträngande, stigande ljud som i engelsk litteratur återges som "zzhweeesh" samt ett ihållande "pe-pe-pe-pe-pe-pe-pe".

## Utbredning
Fågeln häckar i Nya Zeeland på Nord- och Sydön samt kringliggande Great Barrier Island, Little Barrier Island, Kapiti Island och Stewartön. Vintertid flyttar den mot norr och nordost till Stilla havets öar, från Palau, Karolinerna och Marshallöarna sydost genom Fiji, Tonga och Samoa till Cooköarna, Sällskapsöarna, Australöarna, Marquesasöarna och Pitcairn. Den förekommer även i sydvästra Stilla havet i bland annat Bismarckarkipelagen, Salomonöarna och Vanuatu samt på Norfolkön och Lord Howeön. Tillfälligt har den påträffats i Australien, Papua Nya Guinea, Guam och Nordmarianerna. I maj 2008 påträffades ett exemplar i japanska Chiba.

## Systematik
Tidigare placerades den i släktet Eudynamys men är genetiskt distinkt. Den behandlas som monotypisk, det vill säga att den inte delas in i några underarter.

## Levnadssätt
Långstjärtad koel förekommer i skog och buskmarker, där den mestadels lever av insekter, men även krabbor, ödlor, ägg och fågelungar. Den har noterats ta fågelungar även i sitt övervintringsområden (Norfolkön).

### Häckning
Fågeln häckar i november-december och är liksom många andra gökar boparasit, det vill säga att den lägger ägg i andra fåglars bon. Vanliga värdpar är medlemmar av familjen mohuor: gulhuvad mohua, vithuvad mohua och pipipi. Gökens ägg kläcks före värdfågelns och den unga göken kastar ut dessa från boet. Gökungen kan också härma värdungarnas tiggläten.

## Status och hot
Arten har ett stort utbredningsområde och en stor population, men tros minska i antal på grund av habitatförstörelse, dock inte tillräckligt kraftigt för att den ska betraktas som hotad. Internationella naturvårdsunionen IUCN kategoriserar därför arten som livskraftig (LC). Världspopulationen har inte uppskattats men den beskrivs som inte ovanlig.